# Джовінетто (гора)
Гора Джовіне́тто (ісп. Mount Giovinetto) — гора в Західній Антарктиди висотою 4090 м. Розташована за 3,7 км на північ від гори Остенсо у складі хребта Сентінел. Гора була відкрита і вперше нанесена на мапу під час наземної експедиції протягом 1957—1958 років на шляху із Землі Мері Берд до гір Сентінел (Елсворт), і названа Консультативним комітетом США з назв в Антарктиці на честь Маріо Джовінетто, який був гляціологом на станції Берд 1957 року.